# Скийт Улрих
Скийт Улрих (на английски: Skeet Ulrich) (роден на 20 януари 1970 г.) е американски актьор. Известен е с ролите си на Били Лумис и Крис Хукър съответно във филмите „Писък“ и „Вещи в занаята“ от 1996 г. Изпълнява ролята на Джейк Грийн в сериала „Джерико“ от 2006 до 2008 г., както и тази на детектив Рекс Уинтърс в два сериала от франчайза „Закон и ред“. От 2017 г. участва в сериала „Ривърдейл“.

## Личен живот
Има син и дъщеря близнаци от първата си съпруга, родени през 2001 г.